# Bromleyus flavidorsus
Bromleyus flavidorsus är en tvåvingeart som beskrevs av Hardy 1944. Bromleyus flavidorsus ingår i släktet Bromleyus och familjen rovflugor.
Artens utbredningsområde är Arizona. Inga underarter finns listade i Catalogue of Life.